# Moneytalks
"Moneytalks"é uma canção da banda australiana de rock n'roll AC/DC. Foi composta no ano de 1990 pelos irmãos Angus Young e Malcolm Young, além do vocalista Brian Johnson e está presente no álbum The Razors Edge.

## Créditos
- Brian Johnson - Vocal
- Angus Young - Guitarra
- Malcolm Young - Guitarra rítmica, vocal de apoio
- Cliff Williams - Baixo, vocal de apoio
- Chris Slade - Bateria

## Paradas
| Ano  | País        | Parada                 | Melhor posição |
| ---- | ----------- | ---------------------- | -------------- |
| 1990 | Austrália   | ARIA Singles Chart     | 21             |
| 1990 | Reino Unido | UK Singles Chart       | 36             |
| 1990 | EUA         | Billboard Hot 100      | 23             |
| 1990 | EUA         | Mainstream Rock Tracks | 3              |